# Динамотор

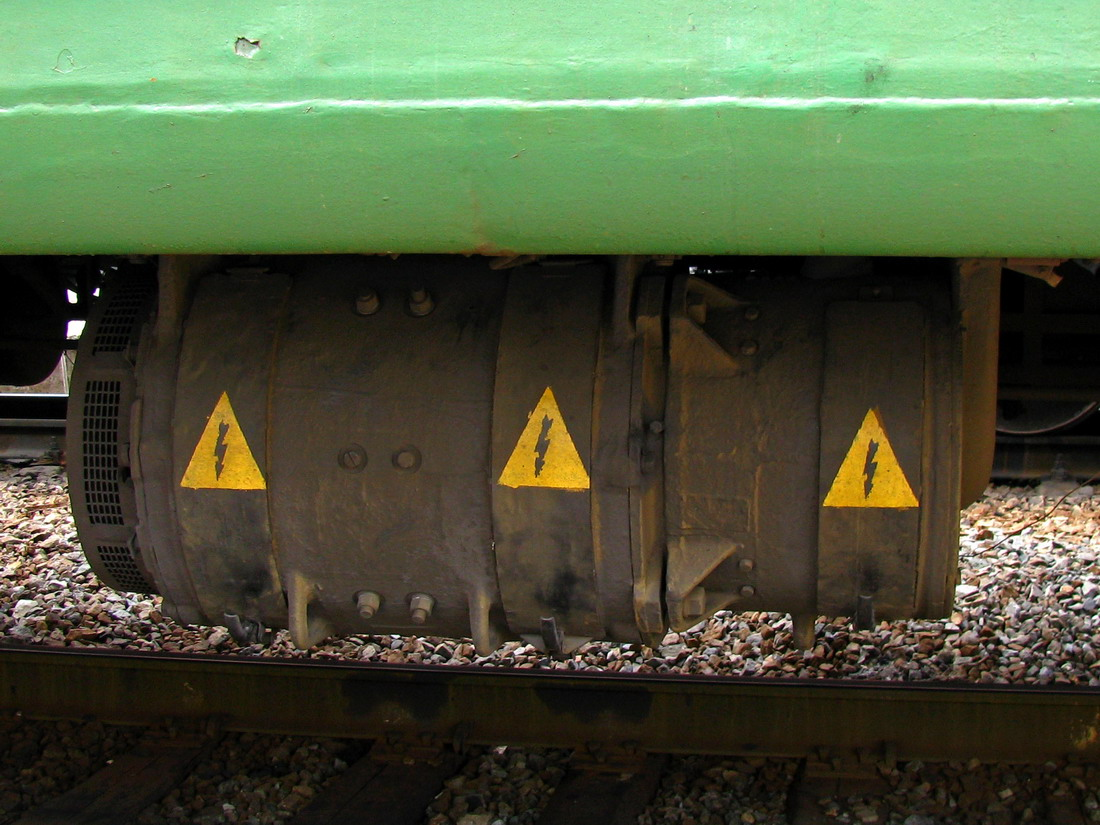
Динамотор вагона пригородного электропоезда ЭР2

Дина́мото́р — электромеханический агрегат, конструктивно совмещающий в одном устройстве электрический двигатель и электрический генератор, вид мотор-генератора (умформера). Как правило, эта электрическая машина имеет один якорь с несколькими раздельными обмотками, подключенными к двум коллекторам. Статор также может иметь несколько обмоток, обычно пусковые и силовые различной конструкции. Основное предназначение динамоторов — преобразование параметров электрической энергии.
Наиболее часто встречающиеся разновидности:
- преобразование постоянного тока в переменный ток
- преобразование частоты переменного тока

## Динамоторы в железнодорожной технике
В подвижном составе железнодорожного транспорта широко используются динамоторы для получения, например, из постоянного тока напряжением 3 000 Вольт переменного тока напряжением 220 В для питания стандартной бытовой техники в вагонах. Постоянный ток 3 000 Вольт для приборов отопления поступает в электрическую сеть пассажирских вагонов от электровоза, и в единственном случае (ТЭП-70БС) от тепловоза.
Кроме того, в советских электропоездах постоянного тока динамоторы используются для преобразования постоянного напряжения контактной сети 3000 В в постоянное напряжение 1500 В, необходимое для питания мотор-компрессора, и в постоянное напряжение 50 В для цепей управления и освещения. (См. статью — ЭР2#Вспомогательные машины).
В ныне[когда?] производящихся вагонах динамоторы отсутствуют, и их функции выполняют инверторы и мощные импульсные понижающие и повышающие преобразователи. Отсутствие подвижных частей (кроме вентилятора для охлаждения силовых транзисторных модулей), в особенности коллекторно-щëточного узла, придаёт таким преобразователям более высокую надëжность и больший межремонтный ресурс, однако они сложнее и дороже, и требуют более квалифицированного персонала и специального оборудования для ремонта и обслуживания.